# Diecezja Netzahualcóyotl
Diecezja Netzahualcóyotl (łac. Dioecesis Netzahualcoytlensis) – diecezja Kościoła rzymskokatolickiego w Meksyku, sufragania archidiecezji Tlalnepantla. 

## Historia
5 lutego 1979 papież Jan Paweł II konstytucją apostolską Plane Nobis erygował diecezję Netzahualcóyotl. Dotychczas wierni z tych terenów należeli do diecezji Texcoco.

## Ordynariusze
- José Melgoza Osorio (1979 - 1989)
- José María Hernández González (1989 - 2003)
- Carlos Garfias Merlos (2003 - 2010)
- Héctor Luis Morales Sánchez (od 2011)